# II liga polska w hokeju na lodzie (1982/1983)
II liga polska w hokeju na lodzie 1982/1983 – 28. sezon drugiego poziomu ligowego hokeja na lodzie w Polsce rozegrany na przełomie 1982 i 1983 roku.

## Formuła
II liga w sezonie 1982/1983 była podzielona na dwie grupy: Północ i Południe. Dwa najlepsze zespoły obu grup grały w turnieju finałowym o awans do I ligi. Sezonu zainaugurowano dwumeczami 16-17 października 1982. Sezon regularny trwał do 20 lutego 1983.
Mistrzostwo II ligi edycji 1982/1983 i jednocześnie awans do I ligi w sezonie 1983/1984 uzyskała Unia Oświęcim.

## Sezon zasadniczy

### Grupa Północna
| Lp. | Zespół           | M  | Pkt | W | R | P | G + | G - | +/-  |
| --- | ---------------- | -- | --- | - | - | - | --- | --- | ---- |
| 1   | Pomorzanin Toruń | 24 | 45  |   |   |   | 309 | 57  | +252 |
| 2   | Znicz Pruszków   | 24 | 26  |   |   |   | 152 | 126 | +26  |
| 3   | Włókniarz Zgierz | 24 | 25  |   |   |   | 99  | 104 | -5   |
| 4   | Pogoń Siedlce    | 24 | 17  |   |   |   | 96  | 170 | -74  |
| 5   | Boruta Zgierz    | 24 | 7   |   |   |   | 84  | 283 | -199 |

Legenda:       = awans do turnieju finałowego

### Grupa Południowa
| - I dwumecz – 16-17.X.1982: - Podhale II Nowy Targ – Unia Oświęcim 6:6, 4:4 - GKS Jastrzębie – Legia KTH Krynica 4:3, 4:2 - GKS II Katowice – Odra Opole 4:7, 10:2 - Stal Sanok – pauza - II dwumecz – 23-24.X.1982: - Stal Sanok – GKS Jastrzębie 1:4 (0:2, 1:1, 0:1), 7:2 (2:1, 3:1, 2:0) - Unia Oświęcim – GKS II Katowice 4:2, 10:2 - Podhale II Nowy Targ – Legia KTH Krynica 7:4, 3:2 - Odra Opole – pauza - III dwumecz – 30-31.X.1982: - Podhale II Nowy Targ – Stal Sanok 4:2, 6:6 - GKS II Katowice – Legia KTH Krynica 7:3, 2:6 - Odra Opole – Unia Oświęcim 2:6, 2:1 - GKS Jastrzębie – pauza - IV dwumecz – 06-07.XI.1982: - Stal Sanok – GKS II Katowice 12:4 (4:0, 8:2, 0:2), 8:4 (4:0, 0:2, 4:2) - Odra Opole – Legia KTH Krynica 1:3, 3:4 - GKS Jastrzębie – Podhale II Nowy Targ 9:3, 6:3 - Unia Oświęcim – pauza - V dwumecz – 13-14.XI.1982: - Odra Opole – Stal Sanok 4:5 (2:1, 1:3, 1:1), 0:4 (0:0, 0:0, 0:4) - GKS II Katowice – GKS Jastrzębie 5:8, 1:7 - Unia Oświęcim – Legia KTH Krynica 2:4, 6:3 - Podhale II Nowy Targ – pauza - VI dwumecz – 20-21.XI.1982: - Stal Sanok – Unia Oświęcim 2:3 (1:1, 1:0, 0:2), 4:9 (3:3, 0:2, 1:4) - GKS Jastrzębie – Odra Opole 12:0, 3:1 - Podhale II Nowy Targ – GKS II Katowice 6:1, 14:3 - Legia KTH Krynica – pauza - VII dwumecz – 27-28.XI.1982: - Legia KTH Krynica – Stal Sanok 4:1 (1:1, 1:0, 2:0), 6:0 (2:0, 3:0, 1:0) - Unia Oświęcim – GKS Jastrzębie 6:2, 1:4 - Odra Opole – Podhale II Nowy Targ 4:7, 3:10 - GKS II Katowice – pauza |  | - I dwumecz – 04-05.XII.1982: - Unia Oświęcim – Podhale II Nowy Targ 5:5, 1:3 - Legia KTH Krynica – GKS Jastrzębie 6:5, 2:8 - Odra Opole – GKS II Katowice 4:2, 7:3 - Stal Sanok – pauza - II dwumecz – 08-09.I.1983: - GKS Jastrzębie – Stal Sanok 2:7 (0:1, 2:0, 0:6), 3:3 (1:0, 1:1, 1:2) - GKS II Katowice – Unia Oświęcim 4:14, 2:5 - Legia KTH Krynica – Podhale II Nowy Targ 2:3, 5:3 - Odra Opole – pauza - III dwumecz – 15-16.I.1983: - Stal Sanok – Podhale II Nowy Targ 5:4 (2:1, 1:2, 2:1), 4:3 (1:0, 1:2, 2:1) - Legia KTH Krynica – GKS II Katowice 8:1, 11:3 - Unia Oświęcim – Odra Opole 10:2, 10:3 - GKS Jastrzębie – pauza - IV dwumecz – 22-23.I.1983: - GKS II Katowice – Stal Sanok 7:4, 3:5 - Legia KTH Krynica – Odra Opole 8:2, 7:2 - Podhale II Nowy Targ – GKS Jastrzębie 6:2, 4:4 - Unia Oświęcim – pauza - V dwumecz – 29-30.I.1983: - Stal Sanok – Odra Opole 6:1 (3:0, 2:1, 1:0), 8:1 (3:0, 4:0, 1:1) - GKS Jastrzębie – GKS II Katowice 14:2, 11:1 - Legia KTH Krynica – Unia Oświęcim 2:3, 4:5 - Podhale II Nowy Targ – pauza - VI dwumecz – 05-06.II.1983: - Unia Oświęcim – Stal Sanok 10:2, 11:5 - Odra Opole – GKS Jastrzębie 4:5, 4:3 - GKS II Katowice – Podhale II Nowy Targ 6:4, 3:3 - Legia KTH Krynica – pauza - VII dwumecz – 19-20.II.1983. - Stal Sanok – Legia KTH Krynica 7:1 (2:1, 3:0, 2:0), 6:4 (3:1, 3:0, 0:3) - GKS Jastrzębie –Unia Oświęcim 5:4, 6:3 - Podhale II Nowy Targ – Odra Opole 7:3, 8:3 - GKS II Katowice – pauza |

#### Tabela
| Lp. | Zespół               | M  | Pkt | W  | R | P | G + | G - | +/- |
| --- | -------------------- | -- | --- | -- | - | - | --- | --- | --- |
| 1   | GKS Jastrzębie       | 24 | 34  |    |   |   | 133 | 79  | +54 |
| 2   | Unia Oświęcim        | 28 | 33  |    |   |   | 139 | 80  | +59 |
| 3   | Podhale II Nowy Targ | 24 | 30  |    |   |   | 127 | 91  | +36 |
| 4   | Stal Sanok           | 24 | 28  | 13 | 2 | 9 | 114 | 100 | +14 |
| 5   | Legia KTH Krynica    | 24 | 24  |    |   |   | 103 | 89  | +14 |
| 6   | Odra Opole           | 24 | 10  |    |   |   | 65  | 146 | -81 |
| 7   | GKS II Katowice      | 24 | 9   |    |   |   | 81  | 177 | -96 |

Legenda:       = awans do turnieju finałowego

## Eliminacje do I ligi

### Turnieje finałowe
- 4-6 marca 1983: Pruszków
- 11-13 marca 1983: Oświęcim
- 18-20 marca 1983: Toruń[27]
- 25-27 marca 1983: Jastrzębie Zdrój[28]

### Tabela
| Lp. | Zespół           | M  | Pkt | W | R | P | G + | G - | +/- |
| --- | ---------------- | -- | --- | - | - | - | --- | --- | --- |
| 1   | Unia Oświęcim    | 12 | 20  |   |   |   | 77  | 39  | +38 |
| 2   | Pomorzanin Toruń | 12 | 14  |   |   |   | 60  | 47  | +13 |
| 3   | GKS Jastrzębie   | 12 | 12  |   |   |   | 49  | 52  | -3  |
| 4   | Znicz Pruszków   | 12 | 2   |   |   |   | 33  | 81  | -48 |

- = awans do I ligi

W wyniku rozgrywki eliminacyjnej awans do I ligi edycji 1983/1984 uzyskała Unia Oświęcim.